# Olympische Jugend-Sommerspiele 2014/Schießen
Bei den Olympischen Jugend-Sommerspielen 2014 in der chinesischen Metropole Nanjing wurden sechs Wettbewerbe im Sportschießen ausgetragen.
Die Wettbewerbe fanden vom 17. bis zum 22. August 2014 im Fangshan Sports Training Base statt.

## Wettbewerbe und Zeitplan
| Luftpistole 10 m | LP |     |     |     |     |     |     |
| Luftgewehr 10 m  | LG |     |     |     |     |     |     |
| Männer           |    | 17. | 18. | 19. | 20. | 21. | 22. |
| Luftpistole 10 m | LP |     |     |     |     |     |     |
| Luftgewehr 10 m  | LG |     |     |     |     |     |     |
| Gemischt         |    | 17. | 18. | 19. | 20. | 21. | 22. |
| Luftpistole 10 m | LP |     |     |     |     |     |     |
| Luftgewehr 10 m  | LG |     |     |     |     |     |     |

|  | Qualifikation |  | Qualifikation und Finale |

## Ergebnisse Jungen

### Luftpistole 10 Meter
| Platz | Land | Sportler            | Ringe |
| ----- | ---- | ------------------- | ----- |
| 1     | UKR  | Pawlo Korostyljow   | 203,4 |
| 2     | KOR  | Kim Cheong-yong     | 199,8 |
| 3     | FRA  | Edouard Dortomb     | 178,6 |
| 4     | BUL  | Alexandar Todorow   | 156,0 |
| 5     | ARM  | Sawen Igitjan       | 137,4 |
| 6     | UZB  | Vladimir Svechnikov | 117,6 |
| 7     | CHN  | Jiayu Wu            | 098,1 |
| 8     | KAZ  | Suchrab Turdyjer    | 076,7 |

Das Finale fand am 18. August 2014 um 11:15 Uhr statt.

### Luftgewehr 10 Meter
| Platz | Land | Sportler                | Ringe |
| ----- | ---- | ----------------------- | ----- |
| 1     | CHN  | Haoran Yang             | 209,3 |
| 2     | ARM  | Hratschik Babajan       | 204,3 |
| 3     | HUN  | István Péni             | 183,5 |
| 4     | UZB  | Vadim Skorovarov        | 162,9 |
| 5     | SRB  | Andrija Milovanović     | 142,2 |
| 6     | ITA  | Marco Suppini           | 122,2 |
| 7     | TPE  | Shao-Chuan Lu           | 101,8 |
| 8     | MEX  | Jose S. Valdes Martinez | 081,1 |

Das Finale fand am 20. August 2014 um 13:15 Uhr statt.

## Ergebnisse Mädchen

### Luftpistole 10 Meter
| Platz | Land | Sportlerin              | Ringe |
| ----- | ---- | ----------------------- | ----- |
| 1     | POL  | Agata Nowak             | 196,9 |
| 2     | RUS  | Margarita Lomowa        | 194,4 |
| 3     | KOR  | Kim Min-jung            | 175,4 |
| 4     | GRE  | Anna Korakaki           | 156,5 |
| 5     | EGY  | Afaf El-Hodhod          | 137,4 |
| 6     | IND  | Yashaswini Singh Deswal | 117,6 |
| 7     | SIN  | Xiu Yi Teh              | 096.2 |
| 8     | UKR  | Polina Konariewa        | 077,1 |

Das Finale fand am 17. August 2014 um 11:00 Uhr statt.

### Luftgewehr 10 Meter
| Platz | Land | Sportlerin             | Ringe |
| ----- | ---- | ---------------------- | ----- |
| 1     | SUI  | Sarah Hornung          | 207,8 |
| 2     | SIN  | Martina Lindsay Veloso | 207,2 |
| 3     | GER  | Julia Budde            | 186,3 |
| 4     | IRI  | Najmeh Khedmati        | 163,9 |
| 5     | CRO  | Ivana Babic            | 141,4 |
| 6     | CHN  | Ruijiao Pei            | 121,2 |
| 7     | SRB  | Milica Babic           | 110,9 |
| 8     | MGL  | Nergüin Angirmaa       | 080,1 |

Das Finale fand am 19. August 2014 um 11:00 Uhr statt.

## Ergebnisse Gemischte Teams

### Luftpistole 10 Meter
| Platz | Land | SportlerIn                  | SportlerIn                     |
| ----- | ---- | --------------------------- | ------------------------------ |
| 1     | MIX  | Lidija Nentschewa Bulgarien | Vladimir Svechnikov Usbekistan |
| 2     | MIX  | Kim Minjung Singapur        | Ahmed Mohamed Ägypten          |
| 3     | MIX  | Agate Rašmane Lettland      | Wilmar Madrid Guatemala        |

Das Finale fand am 21. August 2014 um 9:00 Uhr statt.

### Luftgewehr 10 Meter
| Platz | Land | SportlerIn                    | SportlerIn                      |
| ----- | ---- | ----------------------------- | ------------------------------- |
| 1     | MIX  | Hadir Mekhimar Ägypten        | István Péni Ungarn              |
| 2     | MIX  | Fernanda Russo Argentinien    | Jose S. Valdes Martinez Mexiko  |
| 3     | MIX  | Wiktorija Suchorukowa Ukraine | Shao-Chuan Lu Chinesisch Taipeh |

Das Finale fand am 22. August 2014 um 9:00 Uhr statt.